# 헤임신
헤임신(Heimssýn)은 아이슬란드의 정치단체이다. 이 단체는 2002년에 설립 되었으며, 주된 목적은 유럽연합에 반대하는 것이다. 아이슬란드의 유럽연합가입에 지극히 회의적인 견지를 고수하고 있으며, 일종의 유럽회의주의단체로서 기능하고있다.
전 아이슬란드 국회의 의원이자 재정장관을 지낸 라그나르 아르날즈가 설립 당초부터 의장을 역임하고 있으며, 2007년의 연간 정기 일반 회의에서 재신임되었다. 역시 국회의원이었던 시귀르뒤르 카우리 크리스탸운손역시 부의장으로 재선출되었다. 이 외에도 전 총리인 스테잉리뮈르 헤르만손등이 참여하고있다.